# オルレ

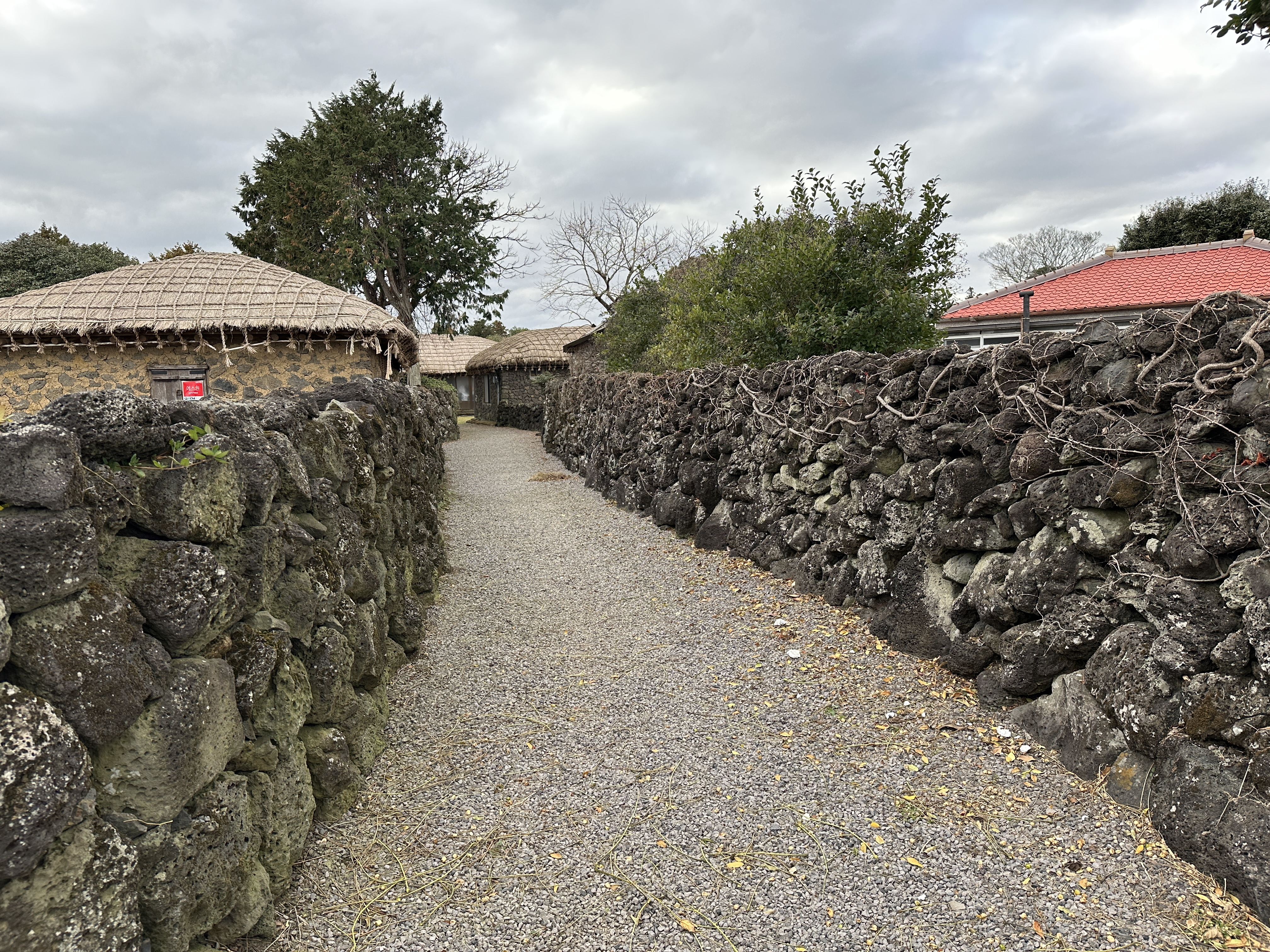
城邑民俗村のオルレ

オルレ（済州語: 올레）は、大韓民国済州島の住居に見られる特徴的な路地を指す済州語である。済州島では、風から家屋を守るため、家の周囲に済州島で多く採れる玄武岩を石垣として積むことが多い。石垣で保護されない出入り口は、狭く入り組ませて作ることで海風から保護し、この入り組んだ出入り口が「オルレ」と呼ばれている。
「済州オルレ」の姉妹版に、九州オルレがある。